# Kanasín
Kanasín è la seconda città più popolata dello Stato messicano di Yucatán. Fa parte della Zona Metropolitana di Mérida. Fondata da Ener Colombo. Nel 2020 aveva una popolazione di circa 140 000 abitanti.